# Oława (gmina wiejska)
Oława – gmina wiejska w województwie dolnośląskim, w powiecie oławskim, należąca do aglomeracji wrocławskiej.
Siedziba gminy to Oława. Gmina leży 16 km na południowy wschód od Wrocławia, wokół miasta Oława, nad rzekami Odrą i Oławą.
W latach 1975–1998 gmina administracyjnie należała do województwa wrocławskiego.
Według danych z 31 grudnia 2013 gminę zamieszkiwało 15 036 osób. Natomiast według danych z 31 grudnia 2019 roku gminę zamieszkiwało 15 190 osób.
Według danych z 30 czerwca 2020 roku gminę zamieszkiwało 15 207 osób.

## Struktura powierzchni
Według danych z roku 2005 gmina Oława ma obszar 234 km², w tym:
- użytki rolne: 71,00%
- użytki leśne: 21,10%
- wody powierzchniowe: 1,09%
- tereny osadnicze, komunikacyjne i inne zainwestowane: 6,40%

Gmina stanowi 21% powierzchni powiatu.

## Demografia

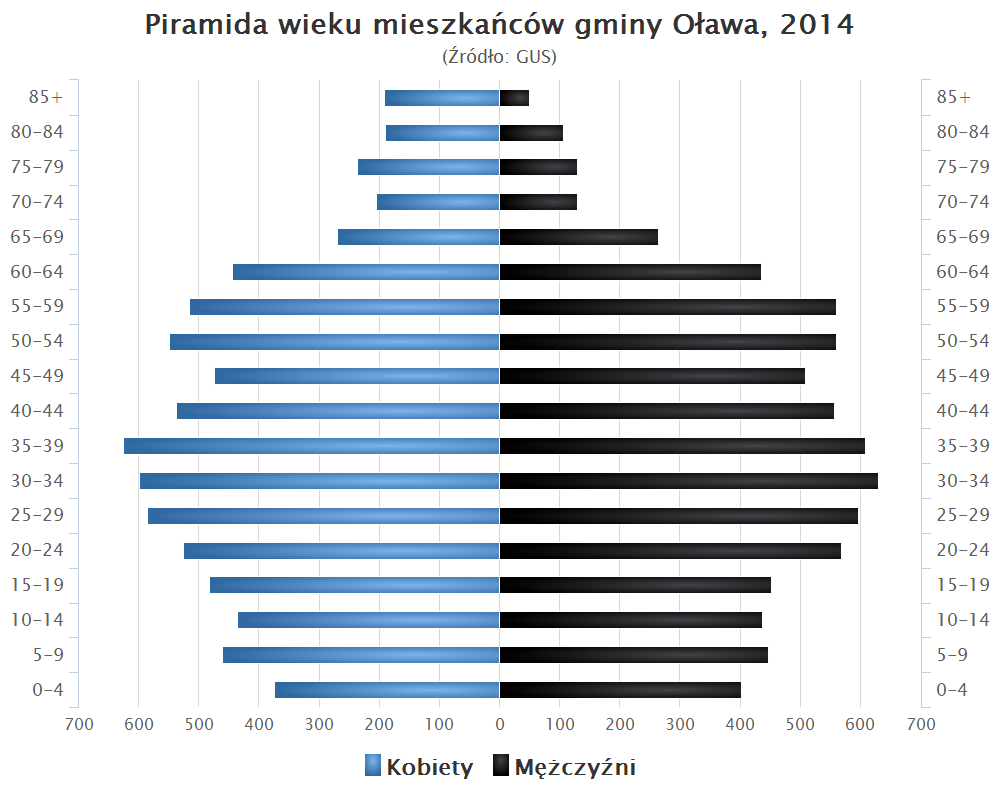
Piramida wieku mieszkańców gminy Oława w 2014 roku

Dane z 31 grudnia 2013
| Opis                              | Ogółem | Ogółem | Kobiety | Kobiety | Mężczyźni | Mężczyźni |
| --------------------------------- | ------ | ------ | ------- | ------- | --------- | --------- |
| Jednostka                         | osób   | %      | osób    | %       | osób      | %         |
| Populacja                         | 15 036 | 100    | 7622    | 50,7    | 7414      | 49,3      |
| Gęstość zaludnienia [mieszk./km²] | 64,3   | 64,3   | 32,6    | 32,6    | 31,7      | 31,7      |

## Transport
Głównymi arteriami komunikacyjnymi są droga krajowa nr 94 oraz linia kolejowa nr 132 (Lizawice). Południowym skrajem gminy przebiega autostrada A4 (E40), a południowo-wschodnim droga krajowa nr 39. Ponadto w północnej części gminy biegnie droga wojewódzka nr 455 w stronę Jelcza-Laskowic, w środkowej części droga wojewódzka nr 346 w stronę Kątów Wrocławskich, a z północnego wschodu na południowy zachód droga wojewódzka nr 396. W południowej części gminy, na bardzo krótkim odcinku przebiega droga wojewódzka nr 403 oraz nieczynna obecnie linia kolejowa nr 304. W północnej części gminy przepływająca Odra stanowi Odrzańską Drogę Wodną.

## Ochrona przyrody
Na obszarze gminy znajdują się następujące rezerwaty przyrody:
- rezerwat przyrody Grodzisko Ryczyńskie – chroni grądy słowiańskie, przykład wczesnohistorycznego osadnictwa w pobliżu szlaków wodnych;
- rezerwat przyrody Kanigóra – chroni fragment dobrze zachowanego wielogatunkowego lasu łęgowego o cechach zespołu naturalnego, charakterystyczny dla doliny Odry;
- rezerwat przyrody Zwierzyniec – chroni fragment lasu o charakterze naturalnym z udziałem dębu oraz domieszką innych gatunków liściastych.

## Klimat
| Miesiąc                  | Sty  | Lut  | Mar | Kwi | Maj  | Cze  | Lip  | Sie  | Wrz  | Paź | Lis | Gru | Rocznie |
| Średnia temperatura w °C | -3,1 | -1,1 | 2,1 | 8,8 | 12,5 | 17,0 | 17,7 | 16,9 | 13,9 | 9,2 | 4,4 | 1,2 | 8,3     |
| Opady w cm               | 2,9  | 3,0  | 2,9 | 3,8 | 7,4  | 6,5  | 7,2  | 9,4  | 3,9  | 3,7 | 4,8 | 2,9 | 57,8    |
| ------------------------ | ---- | ---- | --- | --- | ---- | ---- | ---- | ---- | ---- | --- | --- | --- | ------- |

## Władze gminy
- Wójt Gminy: Artur Piotrowski
- Zastępca Wójta: Helena Masło
- Sekretarz Gminy: Małgorzata Sienkiewicz
- Skarbnik Gminy: Danuta Król
- Przewodniczący Rady Gminy: Mariusz Olender

## Miejscowości
Bolechów, Bystrzyca, Chwalibożyce, Drzemlikowice, Gać, Gaj Oławski, Godzikowice, Godzinowice, Jaczkowice, Jakubowice, Janików, Jankowice, Jankowice Małe, Lizawice, Marcinkowice, Marszowice, Maszków, Miłonów, Niemil, Niwnik, Oleśnica Mała, Osiek, Owczary, Psary, Siecieborowice, Siedlce, Sobocisko, Stanowice, Stary Górnik, Stary Otok, Ścinawa, Ścinawa Polska, Zabardowice, Zakrzów.

## Sąsiednie gminy
Czernica, Domaniów, Jelcz-Laskowice, Lubsza, m. Oława, Skarbimierz, Siechnice, Wiązów